# REAL ROCKS
REAL ROCKS（リアル・ロックス）は、ZIP-FMで放送されている洋楽ロック専門のラジオ番組である。2004年4月放送開始。

## 放送日時
- 毎週日曜日 翌0:30 - 翌2:00 （2020年4月 - ）
  - 不定期に行われるメンテナンスのため放送休止の場合がある。

### 過去
- 毎週金曜日 翌0:00 - 翌3:00 （2004年4月 - 2006年3月）
- 毎週金曜日 翌1:00 - 翌4:00 （2006年4月 - 2007年3月）
- 毎週金曜日 翌1:30 - 翌5:00 （2007年4月 - 2008年3月)
- 毎週日曜日 翌1:30 - 翌3:00 （2008年4月 - 2009年3月）
- 日曜日深夜に不定期に行われるメンテナンスのため放送休止の場合は、火曜日 4:30 - 6:00
- 毎週日曜日 翌0:00 - 翌1:30 （2009年4月 - 2010年3月）
- 毎週土曜日 翌1:00 - 翌3:00 （2010年4月 - 2015年3月）
- 毎週水曜日、木曜日 翌2:00 - 翌3:00 （2015年4月 - 2016年3月）
- 毎週土曜日 翌3:00 - 翌5:00 （2016年4月 - 2020年3月）

## 内容
ZIP-FMで唯一の洋楽ロック専門番組であると同時に「ZIPで唯一デスヴォイスが流れる番組」を自称しており、ZIPが原則放送しないヘヴィメタル全般が放送される番組である。洋楽ロックアーティストのプレゼンを頻繁に行っている。澤田修自身で選曲、編集、番組制作を行っているため、澤田修責任監修編集制作番組とホームページなどで謳っている。

### エピソード・番組の特徴など
- ZIP-FMで唯一ヘヴィメタルが多く流れる番組ではあるが、澤田が流すのはグルーヴ・メタル、プログレッシブ・メタル、ニューメタル、ラップメタル、メタルコア、オルタナティヴ・メタル、デスコアなど主に21世紀以降にヘヴィメタルシーンで主流となっているサブジャンルが中心で、一般的にメタルの黄金期とされる1980年代の楽曲、所謂BURRN!誌が取り上げる様な正統派、様式美を重視したオールド・スクールメタルが流れる事は極めて少ない。
- 番組が日曜25:30に放送していた頃、終了直前に次の番組である「American Top 40」を紹介する際、パーソナリティのライアン・シークレストがZIP-FMのスタジオにいるかのような紹介をしていた（特に多かったのが、ハンバーガーやホットドッグを食べているというパターン）。

ちなみに、「American Top40」はアメリカで収録されているものなので、このような事態はありえない。
- 番組が日曜25:30に放送していた頃の最終回で、ウィキペディアに書いてあるからとアシスタントの鈴原あいみに電話をかけたものの、すぐに切られてしまった。
- 番組プロデューサーが1年ごとに交代していることを放送中明らかにしている。
- 番組中、「ZIP-FM唯一の洋楽専門ご長寿番組」という言葉を枕詞にして番組コールをする。また「」の部分を下地にしてしばしばアレンジをすることがある（例：ZIP-FM唯一の洋楽専門超ご長寿・プレミアム・パラダイス・ファンキー・ア・ゴーゴー・ポジティヴ思考でガンバレ番組）。
- ZIP-FM内の番組「Z-POP COUNTDOWN 30」に対抗して「爺Rock Countdown30(2008年9月15日放送)」を、「ZIP HOT 100」に対抗して「ZIP Hot1000(2008年11月10日)」を放送したことがある。
- 番組ステッカーにZIPPIE（ZIP-FMリスナー）のメッセージを使うことがある。
- 2009年4月より12月まで番組に初めてのスポンサー・Kings Roadが付いた。
- 2010年4月より2011年3月まで番組にスポンサー・豚道が付いた。
- 2010年秋頃からスタジオでこっそり飼育しているという動物たちの鳴き声（犬、猫、像、羊、馬など）が番組に登場している。
- 2012年4月より2013年3月、2015年4月より2016年3月まで番組にスポンサー・Good Speedが付いた。

## ナビゲーター
- 澤田修

### アシスタント
- 鈴原あいみ
- 清川遥加